# 楊緯
楊緯（1429年—？），字宗武，雲南大理府太和縣人，民籍，明朝政治人物。進士出身。

## 生平
雲南鄉試第五名。景泰五年（1454年）甲戌科會試第二百五十一名，殿試登進士第二甲第六十九名。

## 家族
曾祖楊懷。祖父楊救。父亲楊子淵，曾任訓導。